# L'Histoire d'un crime (film)
Pour plus de détails, voir Fiche technique et Distribution.
L'Histoire d'un crime (История одного преступления, Istoria odnogo prestouplenia) est un film d'animation soviétique réalisé par Fiodor Khitrouk, sorti en 1962.

## Synopsis
Au petit matin, un vacarme provoqué par les voix et les éclats de rire des deux cantonnières réveille Vassili Mamin, un paisible habitant d'immeuble n° 4. L'homme se glisse dehors, s'approche discrètement des deux femmes et sans autre forme de procès les assomme à l'aide d'une poêle. Tous les voisins inondent la cour d'immeuble, entourent la scène de crime. Le milicien fait son apparition. A ce moment, la voix du narrateur invite le spectateur à reconsidérer la situation. Le film revient sur les événements ayant eu lieu la veille du drame où Vassili Mamin fait preuve de patience et compréhension à chaque instant y compris lorsqu'il se heurte à l'incivilité et à la nuisance des gens de passage et voisins. On arrive à la conclusion que le petit événement qui l'a fait passer à l'acte n'est autre chose qu'"une goutte qui a fait déborder le vase".

## Fiche technique
- Titre original : История одного преступления
- Titre français : L'Histoire d'un crime[1]
- Réalisation : Fiodor Khitrouk
- Scénario : Mikhaïl Volpine
- Animation : Guennadi Sokolski, Natalia Bogomolova
- Musique : Andreï Babaïev
- Pays d'origine : URSS
- Format : Couleurs - 35 mm - Mono
- Genre : comédie
- Durée : 19 minutes
- Date de sortie : 1962

## Distribution

### Voix originales
- Zinovi Gerdt